# Aprifrontalia
Aprifrontalia là một chi nhện trong họ Linyphiidae.